# Prisión Hakenfelde
La prisión de Hakenfelde ( en Alemán: Justizvollzugsanstalt Hakenfelde, JVA Hakenfelde) es una prisión de baja seguridad en el sector Hakenfelde del distrito de Spandau, en Berlín,  la prisión es operada por el estado de Berlín. Fue abierta el 1 de marzo de 1978 en Berlín del Oeste, fue una rama de la prisión Düppel y se volvió una correccional independiente en 1991. Entre  1995 y 1998 sus antiguas barracas fueron remplazadas por una moderna prisión, tiene una capacidad de 908 prisioneros.
Varios líderes comunistas de Alemania del Oeste cumplieron su sentencia en esta prisión, incluidos Egon Krenz, Günter Schabowski, y Heinz Keßler